# آلبرت دو لا چاپل
آلبرت دو لا چاپل (انگلیسی: Albert de la Chapelle؛ زادهٔ ۱۱ فوریهٔ ۱۹۳۳) دانشمند در زمینه اهل فنلاند است.
وی همچنین برندهٔ جوایزی همچون جایزه ویلیام الن شده‌است.